# Bombus rubicundus
Bombus rubicundus är en biart som beskrevs av Smith 1854. Den ingår i släktet humlor och familjen långtungebin. Inga underarter finns listade.

## Beskrivning
Alla kasterna har till stora delar brunröd päls, men annars är skillnaderna mellan dem stora:
Drottningen har rödaktig päls på huvudet och brunröd på mellankropp och bakkropp. Ibland kan hon ha en inblandning av svarta hår på tergiterna 2, 3 och 5. Det kan också förekomma att den sista tergiten, nummer 6, är svart. Vingarna är svartbruna, kroppslängden är omkring 22 mm.
Arbetarna har övervägande svart huvud med någon inblandning av rödbruna hår i ansiktet. Mellankroppen och första tergiten är brunröda, de två följande svarta, den fjärde tergiten övervägande brunröd, den femte tergiten svart, eventuellt med en del rödbrun päls på sidorna, och den sjätte tergiten svart. Vingarna är något ljusare än hos drottningen. Kroppslängden är omkring 12 mm.
Hanarna har svart till brunsvart huvud med någon inblandning av ljust rödbruna hår i ansiktet. Mellankroppen är klart rödbrun, tergit rödbrun, tergit 2 svart med en del rödbruna hår mittpå, tergit 3 svart, tergit 4 till 5 rödbruna upptill, svarta på sidorna, tergit 6 svart med en del rödbruna hår mittpå och tergit 7 övervägande rödbrun med en del svarta hår mittpå. Vingarna är något ljusare än hos arbetarna, kroppslängden är omkring 22 mm.

## Ekologi
Bombus rubicundus är en bergsart som lever på höjder mellan 2 000 och 3 690 m. Den har påträffats på korgblommiga växter. Humlan är aktiv året om.

## Utbredning
Utbredningsområdet omfattar Bolivia (departementet Cochabamba), Colombia (departementen Bolívar, Boyaca, Cundinamarca och Nariño), Ecuador (provinserna Azuay, Pichincha och Tungurahua), Peru (regionerna Ancash och La Libertad) samt Venezuela (delstaterna Amazonas, Mérida och Trujillo). Arten är tämligen vanlig i Colombia, men sällsynt i övriga delar av utbredningsområdet.

## Bevarandestatus
Arten är dåligt studerad, och Internationella naturvårdsunionen (IUCN) kategoriserar den under kunskapsbrist (DD). De uppger ändå att habitatförlust på grund av skogsavverkning och därpå följande uppodling av marken är ett hot.